# 티에이치엔
티에이치엔(THN)는 대한민국의 자동차 전장부품 기업이다. 본사는 대구광역시 달서구 갈산동 성서로71길 43 (갈산동)에 위치해 있다. 대표이사는 채승훈이다. 자동차용 와이어링 하네스를 제조한다. 2021년 수출 3억불 수출의 탑 수상하였다

## 참고 문헌
1. ↑  김진찬, 한국학중앙연구원 대구역사문화대전-티에이치엔
2. ↑  
한국IR협의회 기업리서치센터 기술분석보고서-티에이치엔, 2023.12.21.
3. ↑  ㈜THN, 최고의 기술력으로 미래차 '혈관' 만든다, 한국세정신문, 2022.12.21